# Just Being Myself
| Оценки критиков               | Оценки критиков |
| Источник                      | Оценка          |
| ----------------------------- | --------------- |
| AllMusic                      | [ 1 ]           |
| Christgau’s Record Guide      | B-              |
| Encyclopedia of Popular Music | [ 3 ]           |
| The Rolling Stone Album Guide | [ 4 ]           |

Just Being Myself — шестнадцатый студийный альбом американской певицы Дайон Уорвик, выпущенный в 1973 году на лейбле Warner Bros. Records.

## Об альбоме
Сразу после записи альбома Dionne творческий тандем Берта Бакарака и Хэла Дэвида распался, отчего Уорвик пришлось искать новых авторов для записи своей новой пластинки. Тогда она обратилась к хитмейкерам лейбла Motown Ламонту Дозье и братьям Холландам.
Критики посчитали, что авторы проделали отличную работу, однако продажи альбома оставляли желать лучшего. Ни один из выпущенных синглов не смог попасть в чарт Billboard Hot 100, при этом сам альбом добрался только до 178 строчки в чарте Billboard Top LPs.

## Список композиций
| №  | Название                          | Автор(ы)                  | Длительность |
| -- | --------------------------------- | ------------------------- | ------------ |
| 1. | «You’re Gonna Need Me»            | Холланд — Дозье — Холланд | 4:20         |
| 2. | «I Think You Need Love»           | Холланд — Дозье — Холланд | 3:37         |
| 3. | «You Are The Heart Of Me»         | Майкл Смит, Рон Данбар    | 4:14         |
| 4. | «I Always Get Caught In The Rain» | Майкл Смит, Рон Данбар    | 3:42         |

| №  | Название                                       | Автор(ы)                  | Длительность |
| -- | ---------------------------------------------- | ------------------------- | ------------ |
| 1. | «Don’t Let My Teardrops Bother You»            | Холланд — Дозье — Холланд | 4:00         |
| 2. | «(I’m) Just Being Myself»                      | Холланд — Дозье — Холланд | 4:31         |
| 3. | «Come Back»                                    | Холланд — Дозье — Холланд | 4:30         |
| 4. | «Don’t Burn The Bridge (That Took You Across)» | Холланд — Дозье — Холланд | 4:24         |

## Чарты
| Чарт (1973)         | Высшая позиция |
| ------------------- | -------------- |
| США (Billboard 200) | 178            |